# Rathaus Mühlberg

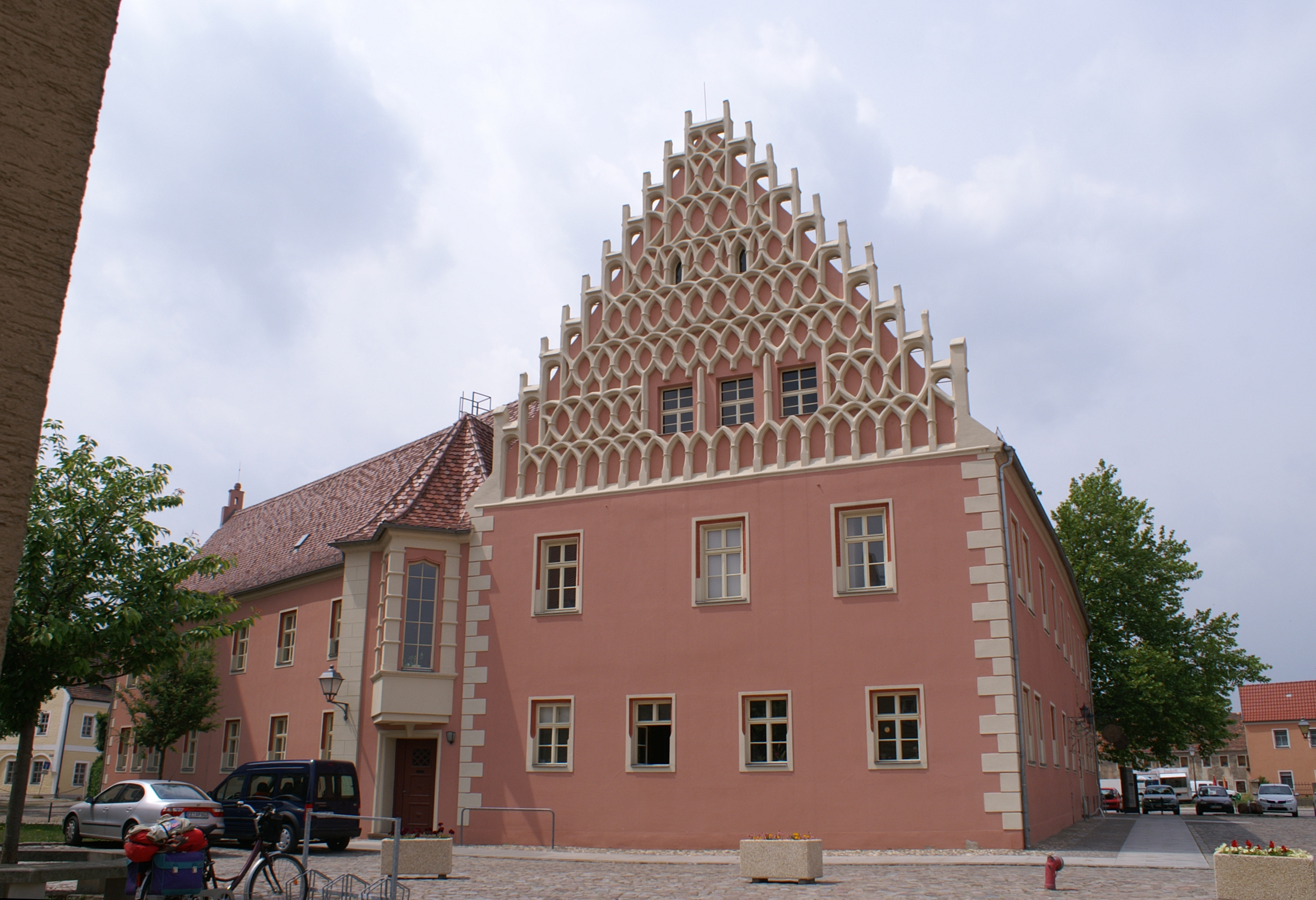
Rathaus Mühlberg

Das Rathaus Mühlberg steht in Mühlberg/Elbe, einer Stadt im Landkreis Elbe-Elster des Landes Brandenburg.

## Beschreibung
Das freistehende Rathaus mit zwei Geschossen unter einem steilen Satteldach wurde 1543 bis 1549 unter Verwendung von Resten des 1535 durch Brand zerstörten mittelalterlichen Vorgängers erbaut. Das Äußere ist schlicht bis auf den Staffelgiebel im Osten, der mit spätgotischem Maßwerk verziert ist, und dem mit Lisenen gegliederten, segmentbogig abgeschlossenen Staffelgiebel im Westen, der nach einem Einsturz im 17. Jahrhundert erneuert werden musste. 1859 wurde die Freitreppe auf der Westseite abgebrochen und der Innenraum umgebaut. 1924–27 wurde nach Süden ein zweigeschossiger Anbau im historisierenden Baustil errichtet. Im Obergeschoss befindet sich der ehemalige Saal für den Gemeinderat.